# Vils
Vils est une commune autrichienne du Tyrol qui tire son nom de la rivière homonyme qui se jette dans le Lech peu après.

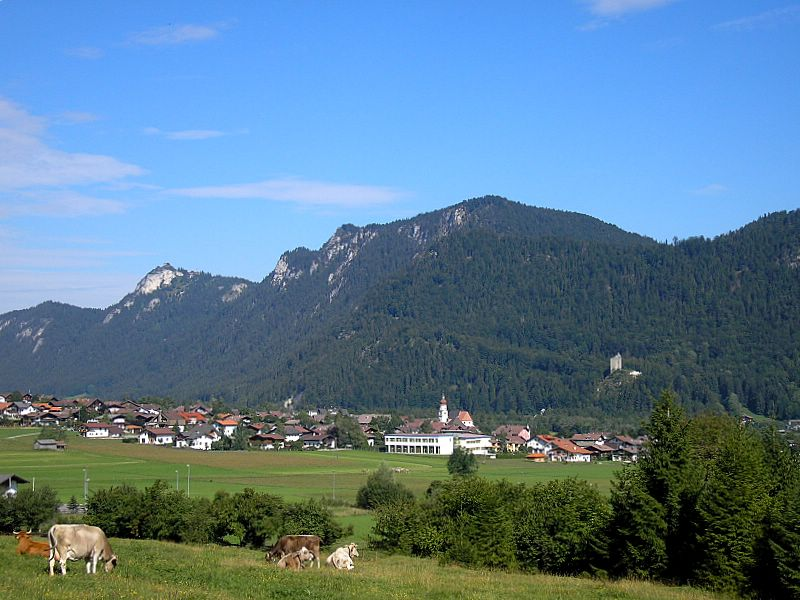
Vils vue du sud.